# Andrés Mendieta Ocamica
Andrés Mendieta Ocamica, (Lekeitio, Biscaia, 12 de febrer de 1945) és un exjugador i ex entrenador de futbol basc que va ocupar la demarcació de porter, arribant a ser internacional amb la selecció espanyola olímpica. Va fitxar pel Reial Madrid sense arribar a debutar, tanmateix va jugar en Primera Divisió tant amb el Deportivo de La Corunya com amb el CE Castelló. Després de retirar-se com futbolista es va establir en la població de Benicàssim, sent entrenador de diversos clubs de la província castellonenca, així com secretari tècnic i gerent durant moltes temporades del CE Castelló. És pare de Gaizka Mendieta.

## Trajectòria
Clubs
| Club                   | Any       |
| ---------------------- | --------- |
| SD Begoña juvenil      |           |
| SD Begoña              |           |
| SD Indauchu            | 1964-1965 |
| Reial Madrid           | 1965-1970 |
| Rayo Vallecano         | 1966-1968 |
| Deportivo de la Coruña | 1968-1970 |
| CE Castelló            | 1970-1974 |
| Vila-real CF           | 1974-1975 |
| CD Benicàssim          | 1975-1976 |

Internacional
| Selecció | Any      |
| Olímpica | Mèxic 68 |

## Palmarès
Copes internacionals
| Títol         | Club         | País    | Any     |
| ------------- | ------------ | ------- | ------- |
| Copa d'Europa | Reial Madrid | Espanya | 1965-66 |